# Ростовская волость (Усманский уезд)
Ростовская во́лость — административно-территориальная единица Усманского уезда Тамбовской губернии с центром в сельце  Ростовка.

## История
Волость образована после реформы 1861 года.
Волостное управление на основании Общего положения о крестьянах 1861 года составляли:
1. Волостной сход;
2. Волостной старшина с волостным правлением;
3. Волостной крестьянский суд.

Упразднена в 1880-е годы и вошла  в состав Нижнематрёнской  волости Усманского уезда.

## География
Волость расположена в центральной части Усманского уезда. Волостной центр находился в 50  верстах от г. Усмани.

## Состав волости
Состояла из 9 сельских обществ:
| №  | Название населённого пункта     | Тип населенного пункта | Население |
| -- | ------------------------------- | ---------------------- | --------- |
| 1. | Ростовка                        | сельцо, центр волости  | 409       |
| 2. | Пластинский Липяг (Нефедовское) | сельцо                 | 820       |

## Приход
Приход Дмитриевской церковь в Пластинкки. Церковь каменная, построена в 1850 году на средства прихожан.

## Население
1880—1636 человек
Основная масса населения — крестьяне бывшие крепостные.